# Маринич Микола Якович
Микола Якович Маринич (24 жовтня 1929, м. Суми — 24 жовтня 1995, там само) — український художник, майстер пейзажного живопису.

## Життєпис
Микола Якович Маринич народився 24 жовтня 1929 року в місті Суми.
1950 року закінчив Харківське художнє училище (викладачі Б. Вакс, Л. Чернов).
Працював у Сумських художньо-виробничих майстернях Художнього фонду України (1957—1991).
З 1957  року брав участь у міських, обласних, республіканських, міжнародних художніх виставках, серед яких обласні художні виставки (1961, 1972, м. Суми), виставка «Молоде мистецтво України» (1991, м. Целле, Німеччина) та інші.
Учасник обласних семінарів-практикумів (пленерів) художників, започаткованих Сумським обласним науково-методичним центром народної творчості (1990—1993, ідея О. Кузьменка), підсумком яких стала виставка «Архітектурні пам'ятки Сумщини» (1993), організована в Сумському обласному художньому музеї.
1998 року в Сумському художньому музеї відбулася посмертна персональна виставка творів митця «Дарую вам надію і натхнення».
Роботи художника зберігаються в Сумському, Лебединському художніх музеях, приватних колекціях.
Помер Микола Якович Маринич 24 жовтня 1995 року в Сумах.

## Творчість
Працював переважно в жанрі пейзажу, створив низку натюрмортів.
Велику увагу художник присвятив популяризації об'єктів культурної спадщини Сумщини, створював роботи переважно з архітектурними мотивами, малював собори, церкви, пам'ятки історії краю.
Основні твори: «Жоржини» (1960), «Флокси» (1961), «Партизанський рейд» (1972), «Монастир. Соловецькі острови» (1975), «Сутінки» (1980), «Путивль», «Старі Суми» (обидва — 1984), «Суми взимку» (1987), «Дихання осені» (1988), «Анастасіївська церква у Глухові», «Вознесенська церква. Глухів», «Глухів. Триумфальна арка», «Лука. Садиба Линтварьових», «Місце поховання отамана Січі Запорізької» (усі — 1991), «Тростянець. Руїни Круглого двору» (1992), «Преображенський собор» (1994), «Весняний струмок» (1995).